# Contrafacia
Contrafacia là một chi bướm ngày thuộc họ Lycaenidae.